# Похвала Пресвятої Богородиці

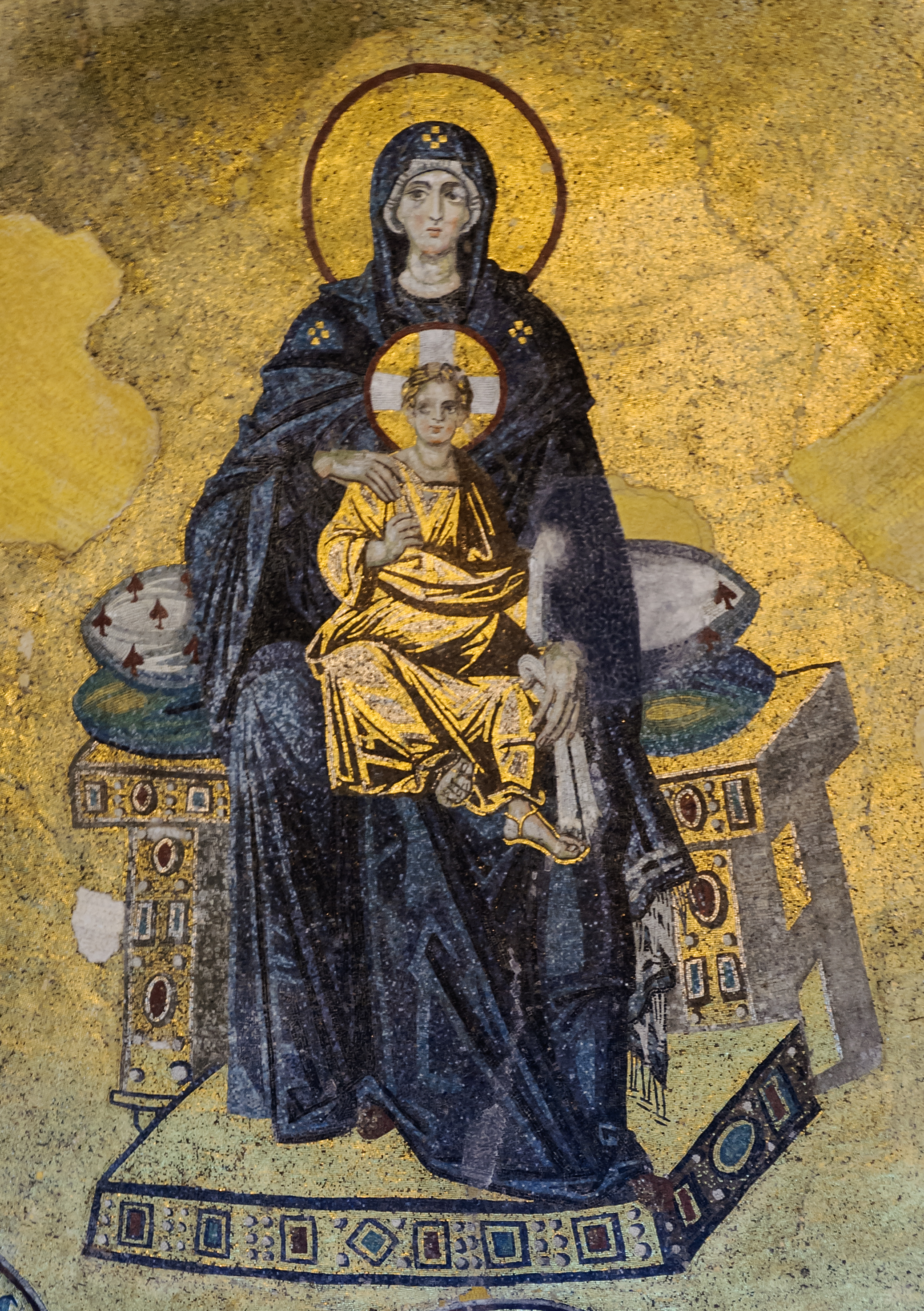
образ Богородиці у св. Софії в Царгороді

Субота Акафіста; також Похвала Пресвятої Богородиці — назва православного свята, що святкується в суботу п'ятого тижня Великого посту.

## Історія
У 626 році Царгород, столиця Візантії був осаджений персами і скіфами. Жителям загрожувала смерть. Вони зібралися у храмі Святої Софії і молили Бога про спасіння. Патріарх Сергій взяв ікону Пресвятої Діви і обійшов з нею хресним ходом по стінам міста, а потім опустив у води протоки її ризу і, як пише літописець, «море закипіло, вражі кораблі потонули, і неприятель відступив від міста».